# The Hooters

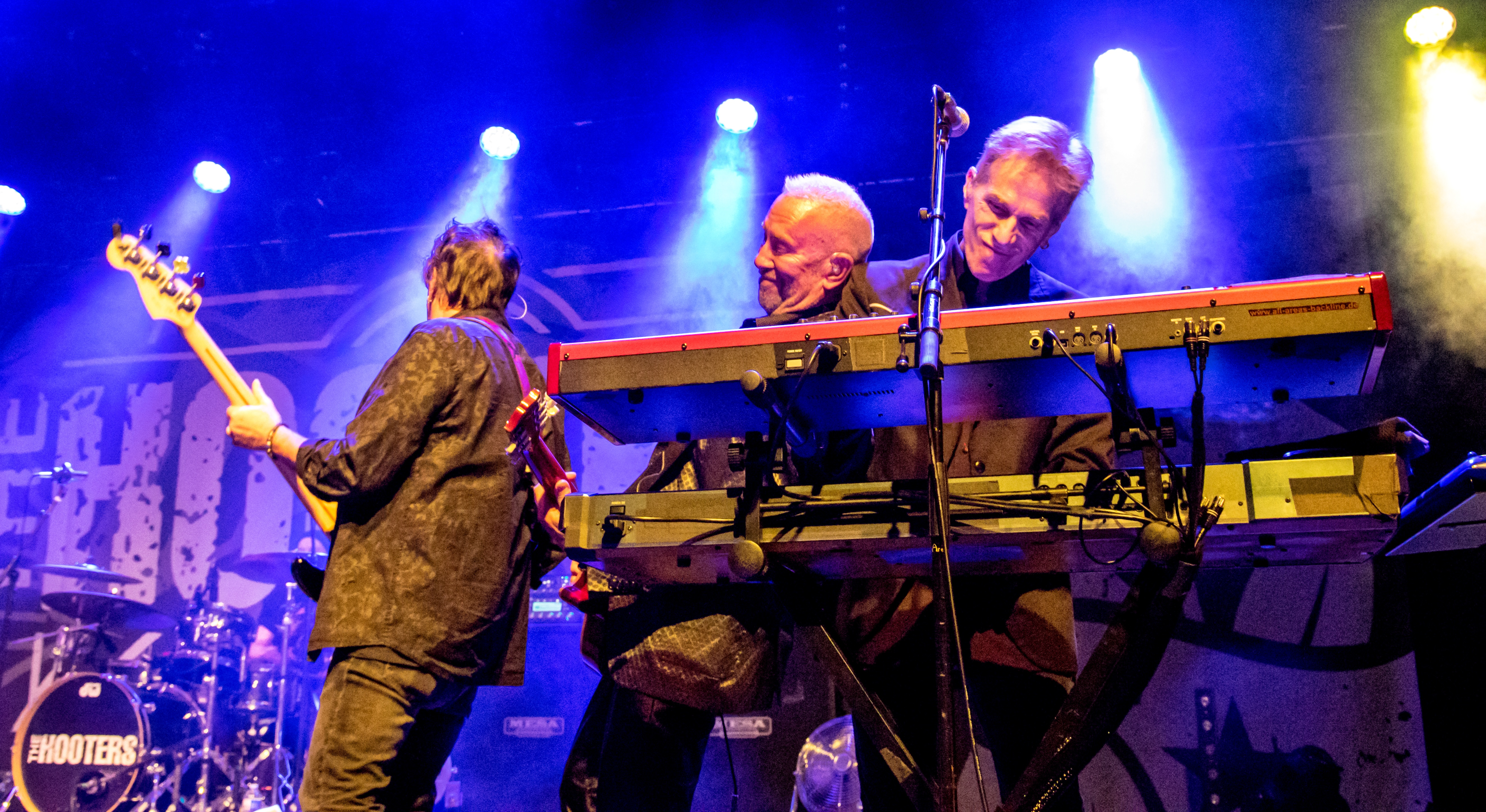
The Hooters podczas Zelt-Musik-Festival we Fryburgu Bryzgowijskim w 2018

The Hooters – amerykański zespół rockowy z Filadelfii, działający w latach 1980–1995, reaktywowany w 2001. Znany z przebojów takich jak „All You Zombies”, „Johnny B”, „And We Danced”, „Satellite” i „Day by Day”.

## Historia
Eric Bazilian i Rob Hyman poznali się na Uniwersytecie Pensylwanii w 1971 roku. Występowali później w zespole Baby Grand, a w 1980 założyli grupę The Hooters. Początkowe lata funkcjonowania grupy ograniczały się do występów w klubach i lokalnych stacjach telewizyjnych.
W 1983 The Hooters niezależnie wydali swój pierwszy album Amore, który nie osiągnął sukcesu. Zespół współpracował następnie z Cyndi Lauper przy nagraniu jej debiutanckiego albumu She’s So Unusual. Zapewniło to im kontrakt z wytwórnią Columbia, która w 1985 wydała ich drugi album, Nervous Night. Dotarł on do 12. miejsca w USA i w Australii, i cieszył się umiarkowaną popularnością w Kanadzie, Nowej Zelandii, Niemczech i Szwecji. Single „All You Zombies”, „And We Danced”, „Day by Day” i „Where Do the Children Go” weszły na międzynarodowe listy przebojów.
Druga płyta, One Way Home, przyniosła w 1987 kolejne hity „Johnny B” i „Satellite”. Cieszyła się międzynarodowym sukcesem, docierając do 27. miejsca w USA i top 20 w kilku krajach Europy. Jednak wydany w 1989 krążek Zig Zag spotkał się z niepowodzeniem w Ameryce Północnej i Australii, i nie wylansował już żadnego dużego przeboju, podobnie jak następny, Out of Body, wydany w 1993 przez MCA Records. W Europie jednak nagrania zespołu cieszyły się wciąż popularnością. Tam na listy sprzedaży weszła też kompilacja Greatest Hits oraz płyta koncertowa The Hooters Live. Jednak w 1995 roku The Hooters zawiesili swoją działalność.
W 2001 doszło do reaktywacji zespołu. W latach 2003–2005 The Hooters koncertowali w Niemczech, Szwajcarii i Szwecji. W czerwcu 2006 odbyło się pierwsze po reaktywacji tournée grupy w Stanach Zjednoczonych. W drugiej połowie 2006 grupa zaczęła nagrywać nowy materiał. Ich nowy album, Time Stand Still, ukazał się w 2007 roku. Trzy lata później wydali niezależnie EP-kę Five by Five, a w 2023 – nowy album Rocking & Swing.

## Skład

### Obecni członkowie
- Eric Bazilian – wokal, gitary, harmonijka, saksofon, mandolina (od 1980 do 1995 i od 2001)
- Rob Hyman – wokal, instrumenty klawiszowe, akordeon (od 1980 do 1995 i od 2001)
- David Uosikkinen – perkusja (od 1980 do 1995 i od 2001)
- John Lilley – gitara, mandolina, instrumenty klawiszowe, wokal (od 1980 do 1995 i od 2001)
- Fran Smith Jr. – gitara basowa, wokal (od 1980 do 1995 i od 2001)
- Tommy Williams – wokal, gitara, mandolina (od 2010)

### Byli członkowie
- Bobby Woods – gitara basowa (od 1980 do 1983)
- John Kuzma – gitara (od 1980 do 1983)
- Andy King – gitara basowa (od 1984 do 1987)
- Rob Miller – gitara basowa (od 1983 do 1984)
- Mindy Jostyn – skrzypce, harmonijka (od 1992 do 1994)

## Dyskografia

### Albumy studyjne
- 1983: Amore
- 1985: Nervous Night
- 1987: One Way Home
- 1989: Zig Zag
- 1993: Out of Body
- 2007: Time Stand Still
- 2023: Rocking & Swing

### Albumy koncertowe
- 1994: The Hooters Live
- 2008: Both Sides Live
- 2017: Give the Music Back – Live

### Kompilacje
- 1992: Greatest Hits
- 1994: Greatest Hits Vol. 2
- 1996: Hooterization: A Retrospective

### EP-ki
- 2010: Five by Five

### Single
- 1981: „Fightin’ on the Same Side”
- 1982: „All You Zombies”
- 1984: „Hanging on a Heartbeat”
- 1985: „And We Danced”
- 1986: „Day by Day”
- 1986: „Where Do the Children Go”
- 1987: „Johnny B”
- 1987: „Satellite"
- 1988: „Karla with a K”
- 1988: „Engine 999”
- 1989: „500 Miles”
- 1989: „Brother, Don’t You Walk Away”
- 1990: „Heaven Laughs”
- 1990: „Don’t Knock It 'Til You Try It”
- 1990: „Give the Music Back”
- 1993: „Twenty Five Hours a Day”
- 1993: „Boys Will Be Boys”
- 1994: „Private Emotion”
- 2007: „I’m Alive”
- 2008: „Time Stand Still”
- 2012: „If I Should Fall Behind”
- 2023: „Why Won’t You Call Me Back”